# Elmaader El Kabir
Elmaader El Kabir (arabiska: بونعمان, franska: Elmaader El Kabir (CR), Elmaader El Kabir (Commune Rurale)) är en kommun i Marocko.   Den ligger i provinsen Tiznit och regionen Souss-Massa, i den centrala delen av landet, 500 km sydväst om huvudstaden Rabat. Antalet invånare år 2004 var 7 915.